# 상주 신봉리 석조보살입상
상주 신봉리 석조보살입상(尙州 新鳳里 石造菩薩立像)은 대한민국 경상북도 상주시 화서면 신봉리에 있는 고려시대에 만들어진 불상이다. 1985년 8월 5일 경상북도의 문화재자료 제126호로 지정되었다.

## 개요
경상북도 상주시 화서면 신봉리 국도변에 서 있는 높이 230cm의 보살상으로, 넓적한 1매의 화강암에 돋을새김 하였다.
머리에는 3면보관을 쓰고 있으며, 관에는 작은 부처 3구와 관대(冠帶)장식이 돋을새김되어 있다. 얼굴은 마멸이 심하나 윤곽이 풍만하고 이목구비가 반듯하다. 양 어깨에 걸친 옷은 옷주름이 간결하고 두껍게 표현되어 있다. 불신의 뒷부분에는 불꽃무늬가 새겨진 둥근 형태의 머리광배와 배(舟)모양의 몸광배를 1줄의 굵은 선으로 구분했다.
간결하면서도 장식성이 적고 둔화된 표현 양식으로 보아 고려 전기에 만들어진 것으로 추정된다.

## 참고 자료
- 상주 신봉리 석조보살입상 - 국가유산청 국가유산포털